# Zapata Off-Shore Company
Zapata Off-Shore Company was een Amerikaanse zeeboormaatschappij. Het werd in 1954 opgericht als onderdeel van Zapata Petroleum Corporation met George H.W. Bush als president en daarna in 1959 afgesplitst. Daarbij verplaatste het zich ook van Midland naar Houston. Het kende daarna een zeer uiteenlopend investeringsbeleid waarbij het na verloop van tijd meer een investeringsmaatschappij werd. In 2009 werd de naam Harbinger Group en in 2015 HRG Group.

## Bush
Het in 1953 opgerichte Zapata had succesvol geboord in het West Jamieson-veld en dit bracht hen in een positie deel te nemen in de nieuwe ontwikkelingen in olie-exploratie. Nadat de tidelands controversy in 1953 was opgelost, lag de weg open om offshore ook naar olie te zoeken. Bush werd president van Zapata Offshore en bleef dat tot 1966 toen hij gekozen werd in het Huis van Afgevaardigden.
In 1962 nam Zapata concurrent Louisiana-Delta Off-Shore Drilling over. Zapata kreeg ook buiten de Verenigde Staten opdrachten. Voor werk in Mexico werd in 1960 met Jorge Díaz Serrano, de latere directeur-generaal van Pemex, Perforaciones Marinas del Golfo (Permargo) opgezet. Met Southeastern Drilling Company werd in 1961 Seacat Zapata opgezet om in de Perzische Golf te werken. Even leek het er op dat Bill Clements van Southeastern Zapata zou gaan leiden, maar uiteindelijk nam Zapata in 1966 Seacat Zapata in zijn geheel over.

## Mize
Op 7 februari 1966 nam Doyle Mize voor 3,2 miljoen dollar de 160.000 aandelen van de familie Bush over, waaronder de 50.000 van George. Het bedrag lag lager dan Bush had gehoopt doordat Zapata relatief oud materiaal had in een snel groeiende industrie. Bush wilde echter de politiek in en Mize maakte daar gebruik van, ook door niet contant te betalen, maar met een wissel die pas drie jaar later zou vervallen.
Onder Mize zette het bedrijf sterk in op diversificatie en een agressieve overnamepolitiek. Zo groeiden de activa van 7,7 miljoen dollar onder Bush naar 361 miljoen dollar vier jaar later. Dit vereiste echter veel vreemd vermogen en zo had Mize in 1969 onvoldoende middelen om de wissel aan Bush te voldoen. Bush wilde niet opnieuw betrokken worden bij Zapata en zo stapte een vriend van hem in, William Farish. Farish wist zo in drie jaar 1,7 miljoen dollar te verdienen.
In 1967 nam Zapata een meerderheidsbelang in baggermaatschappij Williams-McWilliams, nam de visverwerker Ocean Protein over en stapte met Sea Service in de offshorebevoorrading als Zapata Marine Services. In 1968 stapte het met de overname van Navarro Exploration Company in de mijnbouw, nam het aannemer Paramount Pacific over en nam het een controlerend aandeel in Anglo Norness van Erling Dekke Næss, waarna de naam Zapata Norness werd.
Dit bracht een sterke groei met zich mee, maar ook een hoge schuldenlast en in 1969 lag de solvabiliteit zeer laag met 20% eigen vermogen tegenover 80% vreemd vermogen van 168 miljoen dollar. De overname van United Fruit Company – waar Ralph Gow, de vader van Zapata's vicepresident Robert Gow, in de directie zat – mislukte dat jaar.
Zapata nam in 1969 een meerderheidsbelang in Southdown. Dit was van oudsher actief in suikerriet, maar had in 1967 een belang genomen in Burmah Oil Western. Mize voorzag dat hij bij Zapata niet meer de snelle groei kon volhouden en werd CEO bij Southdown waar hij wederom inzette op overnames.

## Flynn
Met het vertrek van Mize werd William Flynn CEO. Er was in 1970 nog even sprake van een fusie tussen Zapata Norness en Southdown, maar het jaar daarop deed Zapata zijn belang van de hand.
In 1973 werd de bulkvloot van Næss verkocht aan P&O en Reksten. De timing was bijzonder gelukkig, aangezien enkele maanden later de oliecrisis van 1973 uitbrak en de markt in elkaar stortte. Hiermee werd de schuldenlast sterk verminderd, maar dit werd gevolgd door een nieuw investeringsprogramma. Flynn rekende er op dat de Verenigde Staten de olie-exploratie zou stimuleren na de oliecrisis en bestelde vier halfafzinkbare boorplatforms (semisubmersibles) en acht grote ankerbehandelingssleepboten. Dit beleid bleef echter uit, waardoor de schepen met verlies draaiden. Ook werd een ULCC van 390.000 dwt besteld die onder Amerikaanse vlag zou varen, omdat verwacht werd dat er minder ontheffing voor de Jones Act zou worden afgegeven. Ook dit gebeurde niet en daarop annuleerde de order bij Newport News Shipbuilding voor wat het derde schip van het T11-S-116a-ontwerp had moeten worden. Zo was de schuld eind 1977 opgelopen naar 652 miljoen dollar, wat door de annulering van de olietanker in 1978 terug werd gebracht naar 515 miljoen dollar. Dit was echter nog steeds meer dan het dubbele van de 248 miljoen dollar aan activa. Het bedrijf werd overeind gehouden door de visserijtak en de deelneming in de pijpenlegger Semac I. Het betekende het einde van Flynn.

## Mackin en Lassiter
John Mackin nam het in 1979 over en hij ging zich weer meer ging richten op de olie-industrie. De jaren daarna werden dan ook de nodige takken verkocht en werd geïnvesteerd in boorplatforms. In 1982 ging Mackin met pensioen en werd Ronald Lassiter CEO en werd de naam veranderd in Zapata Corporation. In dat jaar begon de olieprijs echter langzaam te dalen, in 1985 gevolgd door een scherpe daling. In 1987 was een schuldherstructurering nodig om een faillissement te voorkomen. Het jaar daarop kocht het van United Technologies UT Financial Services en UT Leasing om het de maand erop alweer te verkopen met een winst van zo'n 65 miljoen dollar. Dit gaf het bedrijf enige lucht en met de winstgevende visserijtak erbij leek het de goede kant op te gaan. In 1989 daalde de visvangst echter van 950.000 ton naar 725.000 ton.
Daarop werden in 1990 de boorplatforms verkocht aan een nieuw bedrijf, Arethusa, dat in 1996 op zijn beurt werd overgenomen door Diamond Offshore Drilling. In 1991 werd zo voor het eerst weer een kleine winst gemaakt. In 1992 werd ook het aandeel in Zapata Gulf Marine verkocht. In plaats daarvan werd met de aankoop van Cimarron Gas Holding Company, Stellar Energy, Energy Industries en drie andere bedrijven aardgas de kernactiviteit naast visserij.

## Glazer
In 1990 verkreeg Malcolm Glazer via First Allied Corporation zo'n 33% van de aandelen van Zapata. In 1993 deed hij een poging tot een vijandige overname. Uiteindelijk werd een overeenkomst bereikt en trad Glazer toe tot de directie, samen met zijn zoons Avram en Bryan. In 1995 werd Avram CEO, wat hij tot 2009 zou blijven.
Glazer gebruikte zijn positie om zijn aandeel van 31% in Envirodyne Industries te verkopen aan Zapata. Hij herhaalde dat met Houlihan's, maar andere aandeelhouders van Zapata stelden dat Glazer zichzelf door zijn minderheidsbelang in Zapata hiermee bevoordeelde en klaagden hem aan. De rechter ging hier in mee en stelde dat niet 50%, maar 80% van de aandeelhouders akkoord moest gaan. Hiermee was een fusie van de baan.
Onder Glazer werd de aardgastak weer van de hand gedaan zodat het vanaf 1997 geen energietak meer had. Plannen om ook de visserijtak te verkopen werden afgeblazen, maar in 1998 werd wel een deel naar de beurs gebracht als Omega Protein.
Daarmee had het zich grotendeels teruggetrokken uit de voormalige kernactiviteiten. In 1998 begaf het zich in de internetwereld en probeerde Excite over te nemen. Dit mislukte en daarna vormde het Charged Productions nadat het de webzines Word Magazine en Charged met andere sites over had genomen van Icon CMT. Met Zap.com creëerde het een portaal waar alle sites te bereiken waren. Na de bekendmaking steeg het aandeel Zapata 98%, maar de dot-com bubble kwam ten einde in 2000. Dat jaar werd Word gesloten en het jaar daarop Charged en zap.com.
In deze periode werd ook een belang opgebouwd in Safety Components International. Dit werd in 2006 verkocht, waarna het fuseerde tot International Textile Group. Ook het aandeel in Omega Protein werd verkocht, waarmee Zapata zijn laatste activiteiten verkocht.

## Falcone
Pogingen om nieuwe in activiteiten te investeren mislukten en in 2009 nam Philip Falcone via Harbinger Capital Zapata over, waarna de naam werd veranderd in Harbinger Group. Falcone gebruikte het bedrijf als investeringsmaatschappij, maar trok zich terug in 2014. Leucadia National leverde daarna als de grootste aandeelhouder met Joseph Steinberg de nieuwe CEO. In 2015 werd de naam HRG Group. Het is meerderheidsaandeelhouder in Spectrum Brands, Fidelity & Guaranty Life, FrontStreet Re en Salus Capital Partners.

## Offshore

### Jack-ups
R.G. LeTourneau bood aan voor eigen rekening een hefplatform (jack-up) te bouwen met een voorschot van 400.000 dollar. Als het platform niet zou werken, zou Zapata het voorschot terugkrijgen, als het wel zou werken, zou er nog eens 550.000 dollar betaald worden en 38.000 aandelen in Zapata Offshore. Dit aanbod gaf Zapata vertrouwen en zo bouwde LeTourneau Inc. in 1955 de Scorpion. Dit was een verbeterde versie was van het DeLong-platform waarbij LeTourneau het ponton driehoekig had gemaakt met drie poten voorzien van een open K-vakwerkconstructie. Deze boden voldoende sterkte bood voor grotere waterdieptes, zonder de golfkrachten te vergroten zoals bij eerdere gesloten spudpalen het geval was. De poten werden daarbij via een tandheugel op en neer gelaten in plaats van met perslucht zoals bij DeLong. De Scorpion werd in 1956 opgeleverd en bleek een groot succes. Daarop werd een tweede platform besteld en deze Vinegaroon werd in 1957 opgeleverd. Het ontwerp werd dat jaar beproefd door orkaan Audrey die beide platforms zonder schade doorstonden.
In 1964 volgde de Maverick I die echter het jaar daarop al verloren ging in orkaan Betsy. Dat jaar was de Endeavour al overgenomen van een consortium van Signal, Richfield, Marathon en Cities. In 1966 volgden de Chaparral en de Heron en in 1967 de Zapata Explorer. In 1968 werd de Ocean Master I overgenomen van Loffland Brothers als Intrepid. In 1969 zonk de Maverick I toen het onder sleep in een storm terechtkwam. De Zapata Nordic werd in 1972 opgeleverd. In 1973 werd Crestwave Offshore overgenomen van Texas Gas Transmission en daarmee kreeg Zapata de beschikking over de jack-ups Topper I, Topper II en Topper III. In 1981 werd opnieuw een aantal hefplatforms gebouwd, de Zapata Heritage, Zapata Sovereign en Zapata Scotian.

### Boorschepen
Naast jack-ups liet Zapata ook enkele schepen ombouwen tot boorschip. Zo werd in 1955 een YF-ponton overgenomen van Standard Oil of Texas die werd omgebouwd tot de Nola I. In 1959 volgden zo de Nola II en Nola III. In 1962 werd de Sidewinder opgeleverd, zo genoemd omdat het werd uitgerust met outriggers. In 1967 werd de Investigator omgebouwd en in 1969 werd een oude C1-M-AV1 omgebouwd tot de Navigator. In 1973 werd de ertstanker Naess Trader overgenomen die daarna werd omgebouwd tot de Zapata Trader. Daarnaast zou nog een bulkcarrier omgebouwd worden tot de Zapata Venturer, maar dit werd afgeblazen vanwege de slechte marktomstandigheden.

### Submersibles
In 1962 nam Zapata Louisiana-Delta Off-Shore Drilling over, in 1957 ontstaan uit de fusie tussen Louisiana Offshore Drilling Co., Delta Offshore Drilling Co., en D. E. Vasser. Hiermee verkreeg het ook het derde concept dat toen werd toegepast voor zeeboringen, het afzinkbare boorplatform. Delta Offshore Drilling had in 1956 de Delta Offshore No. 1 laten bouwen en in 1958 was de Louisiana opgeleverd voor Louisiana Offshore Drilling, al snel omgedoopt naar Louisiana Offshore No. 1.

### Semi-submersibles

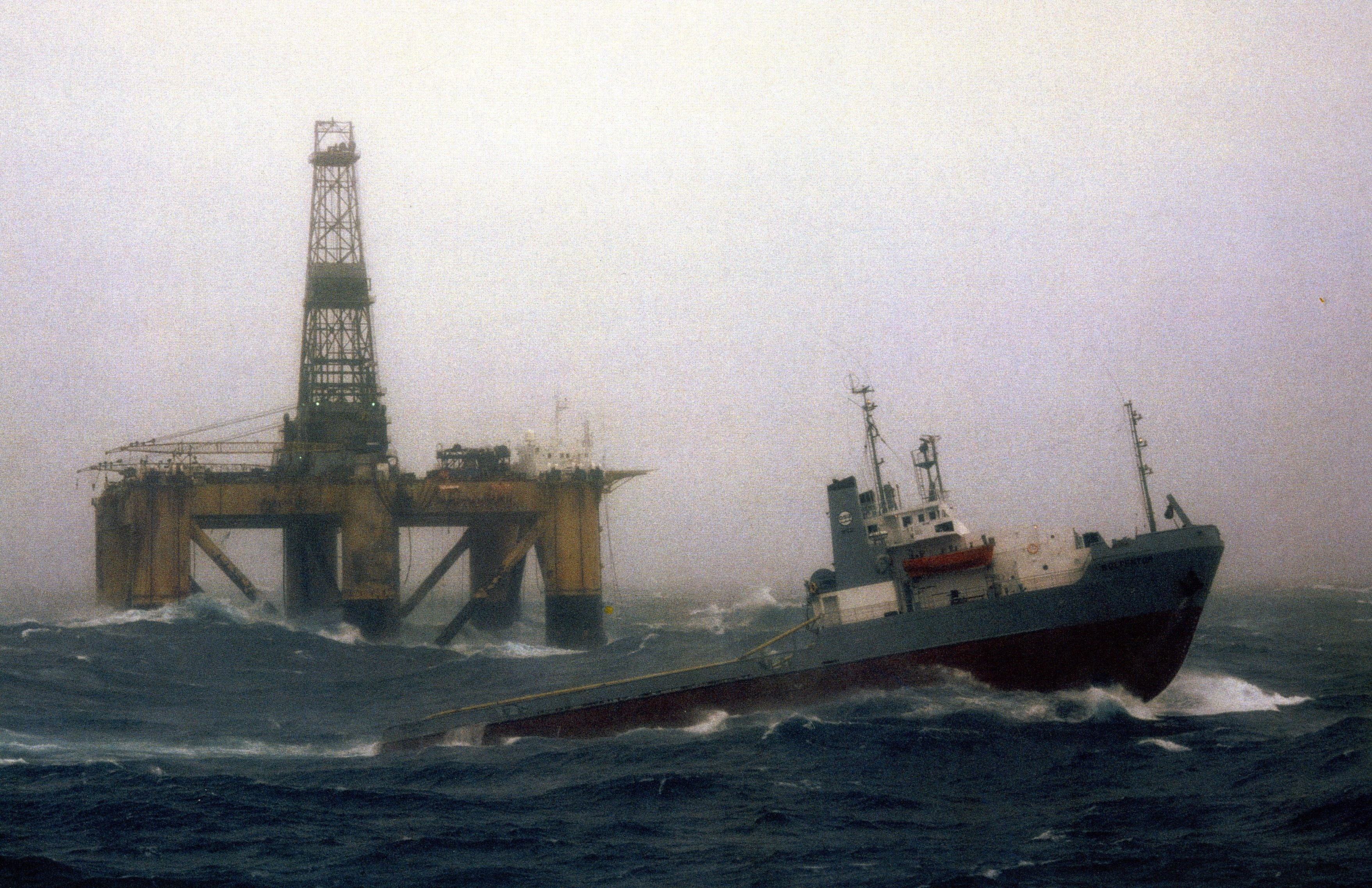
De Zapata Ugland in 1980 bij Newfoundland

Het zou tot 1974 duren tot het eerste semi-submersible werd opgeleverd voor Zapata. De Zapata Ugland werd gebouwd volgens het eigen SS-3000-ontwerp. Dit ontwerp was gericht op de zware weersomstandigheden op de Noordzee en noordelijke Atlantische Oceaan. Voor minder zware omstandigheden werd ervoor gekozen om het Pacesetter-ontwerp van Friede & Goldman aan te passen. Dit werd de SS-2000 en deze serie werd gebouwd in 1975-76. Dit waren de Zapata Concord, Zapata Lexington, Zapata Saratoga en Zapata Yorktown. In 1983 werden twee semi's van het Aker H-3-ontwerp overgenomen, de Neptuno Nordraug die werd omgedoopt naar Zapata Neptune en de Dyvi Alpha die Zapata Whittington ging heten. In 1984 werd een semi opgeleverd naar het SS-4000-ontwerp, de Zapata Arctic.
In 1976 ging Zapata ook een samenwerkingsverband aan met Shell, Esso (samen Shell Expro) om een halfafzinkbare pijpenlegger te bouwen. Deze Semac I werd door Zapata beheerd via Williams-McWilliams, maar Zapata verkocht het aandeel al in 1978.

## Bagger
Met de overname van Williams-McWilliams in 1967 begaf Zapata zich in de baggerwereld. In 1968 nam het Paramount Pacific over en het jaar daarop Warrior Constructors, waarna de drie bedrijven werden gefuseerd tot Paramount Warrior. In 1970 werd de naam Zapata Constructors. In 1979 nam het vijf baggerschepen van OKC Dredging en een werf van OKC Shipyards over. In 1980 werd met Boskalis Westminster de joint-venture Stuyvesant Dredging gevormd.
In 1985 werd het plan opgevat om de baggertak te laten fuseren met Bean Dredging, maar dit ging uiteindelijk niet door. Zapata verkocht het daarna aan T. L. James & Company en OPI.

## Visserij
In 1967 werden Ocean Protein en Terrebone Menhaden overgenomen van Burton Inc. en Burton Shipyard. Als Ocean Protein was Zapata nu ook in de visserij op menhaden of brevoortia en de verwerking tot vismeel gestapt. In 1972 fuseerde deze met Haynie Products tot Zapata Haynie. Hierbij werd gebruik gemaakt van verkenningsvliegtuigjes die de enorme scholen menhaden vanuit de lucht lokaliseerden.
In 1973 ging Zapata ook in de tonijnvangst, in 1976 uitgebreid met een Canadese tak. Deze Ocean Maid Foods werd in 1981 verkocht aan StarKist. In 1974 met de joint-venture Pesquera Zapata aan in Mexico in de ansjovis. In 1978 werden de verschillende rederijen voor de vangst op en verwerking van menhaden, ansjovis, tonijn en sardine ondergebracht in Zapata Protein. In 1994 werd het onderdeel Omega Protein genoemd en deels naar de beurs gebracht, waarbij Zapata een meerderheidsaandeel behield tot het ook dit in 2006 verkocht.

## Bulk
In 1968 nam Zapata een controlerend aandeel in Anglo Norness. Daarmee werd een vloot van bulkcarriers verkregen. In 1971 werd Zapata Bulk Systems opgericht om in de Delaware Bay een bulkterminal te bouwen, maar dit project ging uiteindelijk niet door omdat de gouverneur van Delaware, de milieubewuste Republikein Peterson, hier sterk op tegen was en de Coastal Zone Act in liet stellen.
De verkoop van de bulkvloot in 1973 gold alleen voor de vloot buiten de Verenigde Staten. Voor Zapata Bulk Transport werden in 1976-77 de Zapata Patriot, Zapata Ranger, Zapata Rover en Zapata Courier opgeleverd die daarna in charter voor de Military Sealift Command kwamen. In 1979 werd de naam veranderd in Zapata Tankships. In 1981 werden de schepen verkocht aan Ogden.

## Marine Services
In 1967 was het bedrijf in de offshorebevoorrading gestapt met de overname van Sea Service, International Marine en Marine Service die verder gingen als Zapata Marine Services. Het jaar daarop werd dit uitgebreid met de vijf sleepvaartrederijen Temple Towing Company, Gibson Barge Line, Dolphin Barges, Dolphin Towing en Dolphin Enterprises. In 1984 ging het onderdeel samen met Gulf Fleet Marine van Houston Natural Gas (dat een jaar later over werd genomen door InterNorth die daarna samen verder gingen als Enron) en Jackson Marine van Halliburton als Zapata Gulf Marine. Het beschikte daarmee over een grote vloot van slepers en platformbevoorradingsschepen en nadat het in 1986 Seahorse Inc. over had genomen, had het een vloot van 428 schepen. In 1992 werd het overgenomen door Tidewater.

## Mijnbouw
In 1968 nam Zapata Navarro Exploration Company over en begaf zich daarmee in de mijnbouw.
In 1970 werd Boone County Coal overgenomen dat twee jaar later Zapata Coal werd. In 1978 werd dit onderdeel verkocht aan United Affiliates Corporation. In 1974 werd Mean Coal overgenomen en het jaar daarop Doverspike Brothers Coal via Penn West Fuels. In 1983 werd Zapata Fuels verkocht aan Stanford Coal Company.
In 1971 werd een belang van 50,75% genomen in Granby Mining. Granby had op zijn beurt grotendeels Granisle Copper in bezit. Uiteindelijk nam het de bedrijven geheel over en werd in 1979 Zapata Granby Corporation gevormd. Noranda Mines nam daarna in 1979 de kopermijn van Granisle over en in 1982 Zapata Granby in zijn geheel.